# Hans Gerth
Hans Heinrich Gerth (Kassel, 24 de abril de 1908-Frankfurt, 29 de diciembre de 1978) fue un sociólogo estadounidense de origen alemán.
Desarrolló una estrecha colaboración con el también sociólogo Charles Wright Mills. Fue autor de obras como Character and Social Structure: The Psychology of Social Institutions (Harcourt, Brace and Company, 1953), junto a Mills; o Bürgerliche Intelligenz um 1800: zur Soziologie des deutschen Frühliberalismus (Vandenhoeck & Ruprecht, 1976); entre otras. Fue igualmente traductor y editor, también junto a Mills, de From Max Weber: Essays in Sociology (Oxford University Press, 1946), textos de Max Weber.
Sobre su vida se han escrito The Monologue: Hans Gerth (1908-1978): A Memoir (Intercontinental Press, 1982), de Don Martindale; y Collaboration, Reputation and Ethics in American Academic Life: Hans H. Gerth and C. Wright Mills (Southern Illinois University Press, 1999), de Guy Oakes y Arthur J. Vidich.